# U To-hwan
U To-hwan (korejsky 우도환; anglický přepis: Woo Do-hwan; * 12. července 1992 Anjang) je jihokorejský herec.  Je známý pro své role v televizních seriálech, jako jsou Save Me (2017), Mad Dog (2017), Tempted (2018), Má země: Nový věk (2019) a Král: Věčný panovník (2020) nebo filmech jako Bitva o Inčchon (2016) či The Divine Fury (2019).

## Filmografie
| Rok  | Název CZ/EN                     | Originální název                              | Role    |
| ---- | ------------------------------- | --------------------------------------------- | ------- |
| 2016 | Master                          | Maseuteo, 마스터                              |         |
| 2016 | Bitva o Inčchon                 | Incheon sangryuk jakjeon, 인천상륙작전        |         |
| 2019 | The Divine Move 2: The Wrathful | Sinui hansu : gwisupyeon, 신의 한 수 : 귀수편 |         |
| 2019 | The Divine Fury                 | Saja, 사자                                    | Ji-shin |

| Rok  | Název CZ/EN                 | Originální název                                    | Role                       |
| ---- | --------------------------- | --------------------------------------------------- | -------------------------- |
| 2011 | Come, Come, Absolutely Come | Wasseo wasseo jedaero wasseo, 왔어 왔어 제대로 왔어 | cameo                      |
| 2012 | Shut Up: Flower Boy Band    | Dakchigo kkotminnam baendeu, 닥치고 꽃미남밴드      | cameo                      |
| 2016 | The Man In My House         | Woolijibe saneun namja, 우리집에 사는 남자          |                            |
| 2016 | Dramaworld                  | Deuramawoldeu, 드라마월드                           | Seung-woo                  |
| 2017 | Mad Dog                     | Maedeudog, 매드독                                   | Kim Min-joon / Jan Gebauer |
| 2017 | Save Me                     | Goohaejwo, 구해줘                                   | Suk Dong-cheol             |
| 2018 | Tempted                     | Widaehan yuhokja, 위대한 유혹자                     | Kwon Si-hyun               |
| 2019 | Má země: Nový věk           | Naeui nara, 나의 나라                               | Nam Sun-ho                 |
| 2020 | Král: Věčný panovník        | Deo king : yeongwoneui gunju, 더 킹 : 영원의 군주   | Jo Eun-seob / Jo Young     |

## Vojenská služba
U To-hwan zahájil 6. června 2020 svou povinnou vojenskou službu. Nastoupil do náborového střediska v Hwacheone v provincii Gangwon. 